# Obdurodon
Obdurodon és un gènere extint de monotremes que contenia tres espècies. Obdurodon diferia dels ornitorrincs moderns en el fet que tenien dents (en els ornitorrincs moderns només els exemplars joves en tenen).

## Taxonomia
- O. dicksoni; Descobert el 1984 per Michael Archer, F. A. Jenkins, S. J. Hand, P. Murray i H. Godthelp, a Riversleigh, Nova Gal·les del Sud. Hàbitat: Nova Gal·les del Sud. Època: Miocè inferior i mitjà.
- O. insignis: Descobert el 1975 per Mike O. Woodburne i Dick H. Tedford a Etudunna Formation, al desert de Tirari. Hàbitat: Austràlia Meridional. Època: Oligocè superior.
- O. tharalkooschild: Descobert el 2013. Època: Miocè mitjà i superior